# Tranvía de Vitoria
El tranvía de Vitoria (en euskera: Gasteizko tranbia), servicio de Euskotren Tranbia, es un medio de transporte público urbano de la ciudad de Vitoria (España), capital del territorio histórico vasco de Álava y del País Vasco. El servicio une con el centro de la ciudad los barrios más alejados mediante trenes ligeros, que circulan por dos líneas de tranvía, con tronco común. El sistema permite a sus usuarios llegar desde el centro de la ciudad en 15 minutos a los barrios de Ibaiondo, Lakua y Abetxuko, en la zona norte de la ciudad; a la zona del campus universitario, en el sur; y a Salburua, en el este.
Entró en servicio el 23 de diciembre de 2008, en el ramal de Ibaiondo. El ramal Abetxuko fue inaugurado el 10 de julio de 2009 (con su ampliación a la parte de arriba a partir del 6 de septiembre de 2012). El 15 de febrero de 2020 se puso en funcionamiento la ampliación a la Universidad. El ramal este hacia el barrio de Salburua se inaugura el 11 de abril de 2023.

## Red actual
| Línea | Línea                     | Longitud | Estaciones |    |
| ----- | ------------------------- | -------- | ---------- | -- |
| TVG   | Abetxuko - Unibertsitatea | 7 km     | 17         |    |
| TVG   | Ibaiondo - Salburua       | 7,7 km   | 18         |    |
| TOTAL | TOTAL                     | 12 km    | 28         | 28 |

### Ramales
- El ramal de Lakua-Ibaiondo parte de la calle Landaberde, donde se sitúan las cocheras, discurre por la calle Duque de Wellington, Bulevar de Euskal Herria hasta la Plaza de América Latina (Honduras), donde enlaza con el tramo común.
- El ramal de Abetxuko-Arriaga parte de la Plaza 1º Mayo de Abetxuko, discurre por la calle Kristo, a continuación por la calle de la Presa hasta el puente sobre el Zadorra por el cual llega a la calle Portal de Arriaga, hasta la calle Juntas Generales, y por esta, atravesando el barrio de Arriaga, se dirige a continuación a la Plaza América Latina por la calle Portal de Foronda.

- El tramo común (ramal centro) comienza en la plaza América Latina (Honduras) y discurre hacia el centro de la ciudad por el eje viario formado por las calles Honduras y Avenida Gasteiz hasta llegar a la Avenida Sancho el Sabio. A partir de este punto, la línea continúa por la plaza Lovaina, las calles Magdalena, Becerro de Bengoa, General Álava, Independencia, hasta concluir en la calle Angulema. A partir del 15 de febrero de 2020 el ramal centro se amplia con una nueva estación en Florida.
- El ramal de Unibertsitatea parte desde la confluencia de la calle Florida junto a la calle Los Herrán, para subir por el puente de Las Trianas y bajar por las calles Castro Urdiales y Nieves cano, para acabar el recorrido en la calle Domingo Martínez Aragón junto al Paseo de la Zumaquera.
- El ramal de Salburua parte desde la confluencia del anterior ramal, para bajar la calle Florida entera y posteriormente subir la cuesta final y adentrarse en el Paseo de La Iliada. Tras un giro pronunciado discurre en línea recta por el Bulevar de Salburua hasta el Paseo del Aeródromo, y tras un pequeño giro se adentra en el tramo final de línea en la Avenida del 8 de Marzo.

Los cinco ramales forman una línea en forma de doble "Y". Todos ellos tienen como tramo común el ramal Centro.
- Línea Ibaiondo-Salburua: Inaugurada el 23 de diciembre de 2008, formada por los ramales Hegoalde, Centro y Lakua-Ibaiondo. Su última ampliación hasta los barrios de San Cristóbal y Adurza (Hegoalde) y la Universidad UPV/EHU fue inaugurada el 15 de febrero de 2020. A partir del 1 de abril de 2023 la línea fue modificada temporalmente hasta Florida suprimiendo la ampliación de 2020, siendo a partir de 11 de abril de 2023 cuando fue modificada para incluir el ramal de Salburua.Mapa de las actuales líneas del tranvía. Línea verde: Abetxuko-Unibertsitatea. Línea gris Ibaiondo-Salburua.

Mapa de las actuales líneas del tranvía. Línea verde: Abetxuko-Unibertsitatea. Línea gris Ibaiondo-Salburua.

- Línea Abetxuko-Unibertsitatea, inaugurada el 10 de julio de 2009, formada por los ramales Centro y Abetxuko. Su última ampliación hasta la parada Florida fue inaugurada el 15 de febrero de 2020. El 1 de abril de 2023 sufre su ampliación definitiva hasta el ramal de Unibertsitatea, supliendo a la entonces línea Ibaiondo-Unibertsitatea.

## Historia

### Antecedentes
El primer proyecto para la implantación de un tranvía en Vitoria fue presentado en 1901. Este sistema, propuesto por Enrique Castroviejo, hubiera enlazado la estación del Norte con varias zonas industriales por medio de tranvías de tracción animal con un ancho de vía de 600 mm. Este tranvía, pensado para el transporte de mercancías, nunca llegó a ser construido a pesar de ser autorizado por el Ayuntamiento.

### Construcción
El proyecto inicial data de 1995, año en el cual el Gobierno Vasco ofreció al ejecutivo municipal un proyecto de tranvía similar al que ahora está en marcha. El rechazo social y la falta de consenso en el consistorio vitoriano impidió su construcción por aquel entonces. Nueve años después, un nuevo proyecto más ambicioso ha logrado el visto bueno de todos los partidos políticos, que no han dudado en apoyar la construcción del nuevo transporte.
La aprobación definitiva del proyecto de trazado del tranvía se realizó el 3 de marzo de 2004. Tendrá un coste cercano a los 100 millones de euros y un recorrido total aproximado a los 9 km. El Departamento de Transportes y Obras Públicas del Gobierno Vasco sacó a concurso las obras de la primera fase en mayo de 2006, ramal centro y Lakua, por un presupuesto de 27 millones de euros. Se presentaron 14 empresas dispuestas a ejecutar la obra en un plazo inferior a 24 meses. Una unión temporal de cinco de ellas logró hacerse con la licitación.
A finales del primer trimestre del 2006, se adjudicaron los tramos de Arriaga y Abetxuko y en abril se iniciaron las obras de dicho trazado. A finales de 2008, las primeras unidades tranviarias (de 31 m de longitud cada una) comenzaron a hacer su entrada en las cocheras de la ciudad. Las pruebas empezaron el 6 de octubre en un par de rectas en el barrio de Ibaiondo.
El tranvía de Vitoria quedó inaugurado el 23 de diciembre de 2008 por el lehendakari Juan José Ibarretxe, el alcalde de Vitoria Patxi Lazcoz y el antiguo alcalde de la ciudad Alfonso Alonso, entre otras personalidades. Su primer viaje comercial comenzó a las 12.00 de ese mismo día. El 10 de julio de 2009 se inauguró el ramal a Abetxuko.

### Primeros intentos de ampliación
Tras la inauguración del sistema, varias ampliaciones a otras zonas de la ciudad fueron propuestas, aunque ninguna pasó de las fases iniciales de planificación. En marzo de 2012 el Gobierno Vasco y el Ayuntamiento de Vitoria expresaban su intención ampliar el trazado del tranvía desde la parada final de la calle Angulema hasta Obispo Ballester, por Federico Baraibar, José Mardones y la calle Los Herrán. En el futuro, esta misma línea podría haber dado servicio al barrio de Salburua. Tras una modificación de trazado propuesto, fue planteada una ampliación a Salburua a través del Boulevard, con paradas en Ekialde y el Centro Cívico, entre otros.
En junio de 2015 el Gobierno Vasco presentó el estudio de ampliación del tranvía de Vitoria por el Sur de la ciudad, hacia el Campus de la Universidad del País Vasco. La propuesta consistía en una línea circular que habría pasado por las actuales estaciones de Lovaina, Legebiltzarra-Parlamento y Angulema, y continuando hacia el sur, cruzando las vías del ferrocarril, para más tarde dirigirse hacia Zabalgana y volver a Lovaina. El tramo habría contado con 9 nuevas estaciones y podría conformar la tercera línea del tranvía de Vitoria.
Asimismo, con la presentación de la ampliación sur se proyectaron también las ampliaciones a Mendizorroza y Zabalgana, en el oeste, y a Salburua en el este. La propuesta incluía un modelo de explotación basado en un total de 4 líneas:
- Ibaiondo - Unibertsitatea
- Abetxuko - Florida - Salburua
- Jundiz - Green Capital - Salburua
- Zabalgana - Green Capital - Salburua

### Ampliación a la Universidad (2020)
Después de varios intentos frustrados de ampliar la red, en primavera de 2016 se sometió a información pública el estudio informativo de la ampliación a la Universidad del País Vasco. Las obras fueron adjudicadas en septiembre de 2017. Tras algo más de dos años de obras, el nuevo tramo entró en servicio el 15 de febrero de 2020.

### Ampliación a Salburua (2023)
Este ramal contiene 5 paradas: Santa Luzia, Iliada, Nikosia, La Unión y Salburua. En un principio, estaba previsto que las obras comenzaran en abril de 2020, pero debido al parón de toda actividad no esencial por la crisis sanitaria del coronavirus finalmente comenzaron en julio de ese mismo año con tres meses de retraso. Aun así, el Gobierno Vasco ya publicó el proyecto definitivo durante el mes de febrero. Este es el recorrido:
Partiendo desde la misma estación de Florida, el tranvía se dirige hacia el este por la calle Florida hasta llegar a la parada de Santa Luzia. A continuación, continua su trazado por el Paseo de La Ilíada para llegar a la parada del mismo nombre. Después de esta, gira a la izquierda por el Bulevar de Salburua hasta llegar con el cruce con la Calle Nicosia, donde también se encuentra la parada de Nikosia. Dejando atrás dicha estación, el tranvía continua por la misma avenida hasta el cruce con la calle Portal de Elorriaga, cerca de la rotonda de La Unión, donde se ubica la parada homónima. Finalmente, el tranvía continua por el Bulevar de Salburua hasta llegar al peatonal cercano a la Avenida de Roma para girar a la izquierda y después girar de nuevo a la izquierda para ubicarse en la mitad de la Avenida 8 de Marzo (antigua Avenida Juan Carlos I), donde se ubica la parada (terminal) de Salburua. En un principio, el tranvía iba a terminar entre las calles Bulevar de Salburua y Avenida 8 de Marzo, junto a las letras de "SALBURUA" de entrada al parque homónimo del Anillo Verde; dicho proyecto se desechó por el fin actual en medio de 8 de Marzo, a través de Paseo del Aeródromo.
Tras casi tres años de obras las pruebas con tranvías comenzaron a partir de enero de 2023, y su marcha en blanco (sin viajeros entre Florida y Salburua, imitando el servicio comercial) a partir del 1 de abril de 2023, y tras 10 días fue inaugurado el 11 de abril, después del puente de Semana Santa.

## Infraestructura

### Accesibilidad
La condición actual del tranvía mientras no se ejecuten las obras dictadas en la sentencia del Tribunal Supremo del País Vasco es no accesible. Euskotren ha anunciado la licitación de las obras exigidas judicialmente, pero la obra todavía no se ha iniciado.
Antes del inicio de las obras, durante las obras y posteriormente al inicio de funcionamiento del tranvía, asociaciones de discapacitadas miembros del consejo de accesibilidad del Ayuntamiento de Vitoria han notificado incumplimientos de la ley de accesibilidad a este consejo. El Ayuntamiento convocó sesiones para tratar el asunto pero no se atendieron las reclamaciones. Esto lleva a una de las asociaciones a iniciar reclamación judicial. En tranvía es enjuiciado por incumplir la ley de accesibilidad del País Vasco, pero la obra continua al desestimarse la solicitud de paralización cautelar. Tras un contencioso judicial de varios años y sentencias intermedias, en julio del 2013 el Tribunal Supremo del País Vasco dicta sentencia dando la razón a los denunciantes y obliga a Euskotran a modificar 12 apeaderos.
Tras más de dos años y medio sin cumplir la sentencia incumpliendo así los plazos establecidos por el juez, el 14 de diciembre de 2015 Euskotren, coincidiendo en medio de propuestas de ampliación de itinerarios, licita las obras para hacer 21 marquesinas accesibles, 9 más de las que admitió inicialmente que debían ser intervenidas. El coste de las obras se establece en 208.816€ más IVA. El grupo político EH Bildu critica la tardanza en el inicio de los trabajos. Es preciso aclarar que se hagan obras no quiere decir per se que se logre cumplir la ley de accesibilidad. Una vez finalizada las obras deberá verificarse si las modificaciones sirven para cumplir la ley de accesibilidad vasca.
La sentencia sólo valora la denuncia concreta, no recogiendo todas las quejas que se han trasmitido al Ayuntamiento de Vitoria mediante su consejo de accesibilidad dentro de los consejos de participación ciudadana. Están son algunas de las más destacadas y graves:
- El acceso no es a cota 0. Según desgaste de las ruedas Euskotren ha indicado que la diferencia de altura entre andén y plataforma del tranvía es de 0 a +10 cm.
- Las máquinas de pago no cumplen la ley de accesibilidad.

### Paradas
El diseño de las paradas ha huido del protagonismo y ha perseguido armonizar los diferentes estilos de arquitectura presentes en Vitoria. 
La incorporación del tranvía como nuevo elemento en la ciudad ha supuesto un gran ejercicio de integración urbana, pero esta dificultad es, al mismo tiempo, una virtud de este sistema de transporte, porque el tranvía se convierte en un instrumento eficaz para la reordenación urbanística de la ciudad.
Euskotran ha proyectado con esmero el equipamiento del tranvía, tanto del material móvil como de los elementos estáticos, paradas y tendido eléctrico.
La parada parte de una propuesta integradora y sencilla, sin ninguna alusión simbólica, para evitar contribuir a la contaminación urbanística de la capital.
Preparadas para recibir vehículos de 30 m de largo, las paradas están formadas por un andén central, o por uno o dos laterales, cuya anchura y equipamiento depende de la ubicación, aunque todas ellas compartirán una serie de elementos comunes.
Junto a la preocupación estética y funcional, Euskotran afirma que el diseño ha tenido especialmente en cuenta evitar cuanto elemento superfluo o barrera arquitectónica pueda obstaculizar el tránsito a personas con alguna discapacidad, coches de niños, etc. pero el tribunal supremo del País Vasco dicta sentencia contraria.
Además de todo lo mencionado, en el diseño de las paradas del Tranvía de Vitoria se han considerado también los siguientes aspectos para mejorar más aún la accesibilidad de todas las personas: información en parada en Braille, interfonía para personas sordas, altura de paneles informativos accesibles, máquina de venta y cancelación con modo para ciegos con ciberpass para localizar la expendedora con mensajes en “Modo T” y Braille y doble altura de cancelación, y finalmente, interfonía en “Modo T”. Sin embargo, pese a tener aspectos cuidados en accesibilidad no cumple todo lo que exige la legislación, como la altura de los elementos de las máquinas de venta y cancelación que está fuera de parámetros legales.
Las paradas sufrieron una serie de modificaciones durante los años 2019 y principios de 2020, con motivo de la entrada en servicio de las nuevas unidades 600 que son 13m más largas que los tranvías 500. Por ello, los andenes de las paradas fueron ampliados unos 10m para dar cabida a las nuevas unidades que venían más largas; siendo necesario en la parada final en Abetxuko hacer una obra más necesaria en la que fue necesario introducir unos metros más de vías y que fue la parada que más tiempo de obras necesitó, al modificarse las aceras y otros sistemas cercanos para integrar el nuevo andén. La única parada que históricamente no ha sufrido modificación alguna en su andén, ha sido la de Legebiltzarra/Parlamento, dadas sus condiciones sobre su construcción en un lugar de espacios muy limitados; ya que confluyen en sus inmediaciones las calles General Álava, Becerro de Bengoa y San Antonio, además de la Plaza del General Loma y del Paseo de La Florida. En esta parada los tranvías más largos emiten el siguiente mensaje a través de su megafonía: "Legebiltzarra / Parlamento. Nasa laburra. Kabina ondoan dauden ateak zerbitzuz kanpo egongo dira. / Andén corto. Las puertas situadas junto a las cabinas permanecerán fuera de servicio."

### Sistema de prioridad semafórica
Para garantizar la regularidad y rapidez del tranvía, resulta fundamental proteger al máximo el espacio de su recorrido. Así, un sistema de prioridad semafórica reserva la preferencia para el tranvía en los cruces. Por medio de una baliza emisora instalada en la unidad, se desencadena una fase verde que permite al tranvía atravesar el cruce sin demora alguna, salvo en situaciones extraordinarias de colapso de tráfico y en determinados cruces de primer orden.

### Catenaria
El diseño de la línea eléctrica de alimentación, evita los cables de sustentación, para paliar el impacto visual y reducir la saturación de elementos en el medio urbano.
La línea de tracción a 750 Vcc (voltios de corriente continua) está formada por 1 hilo de contacto de cobre sin sustentador, soportada por pórticos funiculares de material aislante o por ménsulas tubulares giratorias. Cuenta con vanos, que van desde 8 a 50 m, y está compensada mecánicamente.
El tendido eléctrico queda anclado en algunas fachadas para evitar la colocación de postes en las calles más congestionadas por el tráfico de vehículos y peatones.

### Plataforma
Los trabajos consistieron en habilitar una plataforma de hormigón de 6 m de anchura en todos los tramos, al circular el tranvía de Vitoria íntegramente sobre doble vía.
La plataforma es exclusiva para el tranvía y se habilita prolongando las aceras. Bajo el asfalto de la práctica totalidad de las calles que contempla el trazado, existe una capa de hormigón, que facilita la inserción de la estructura del tranvía. Esta situación reduce el grueso de la obra a levantar el asfalto, habilitar los apoyos de las vías y colocar los carriles. La técnica es la misma que la utilizada en las principales ciudades de Europa que cuentan con tranvías. La plataforma también posee algunas intersecciones con el tráfico rodado, que están claramente diferenciadas de la carretera gracias a cuadrículas amarillas. La plataforma puede ser sobre asfalto, hierba o cemento (en el centro de la ciudad).

### Talleres y cocheras
Para Vitoria, EuskoTran dispone de un taller con 4 vías de taller y 5 de cocheras para el mantenimiento integral de los tranvías, vías con pasarelas de acceso a los equipos ubicados en el techo, vías para el levante y desmontaje de bogies, vía con torno de foso que permite el torneado de ruedas sin desmontarlas, túnel de lavado, arenado, cabina de pintura y está informatizado con red wifi para el tema del mantenimiento.

## Funcionamiento

### Tarifas

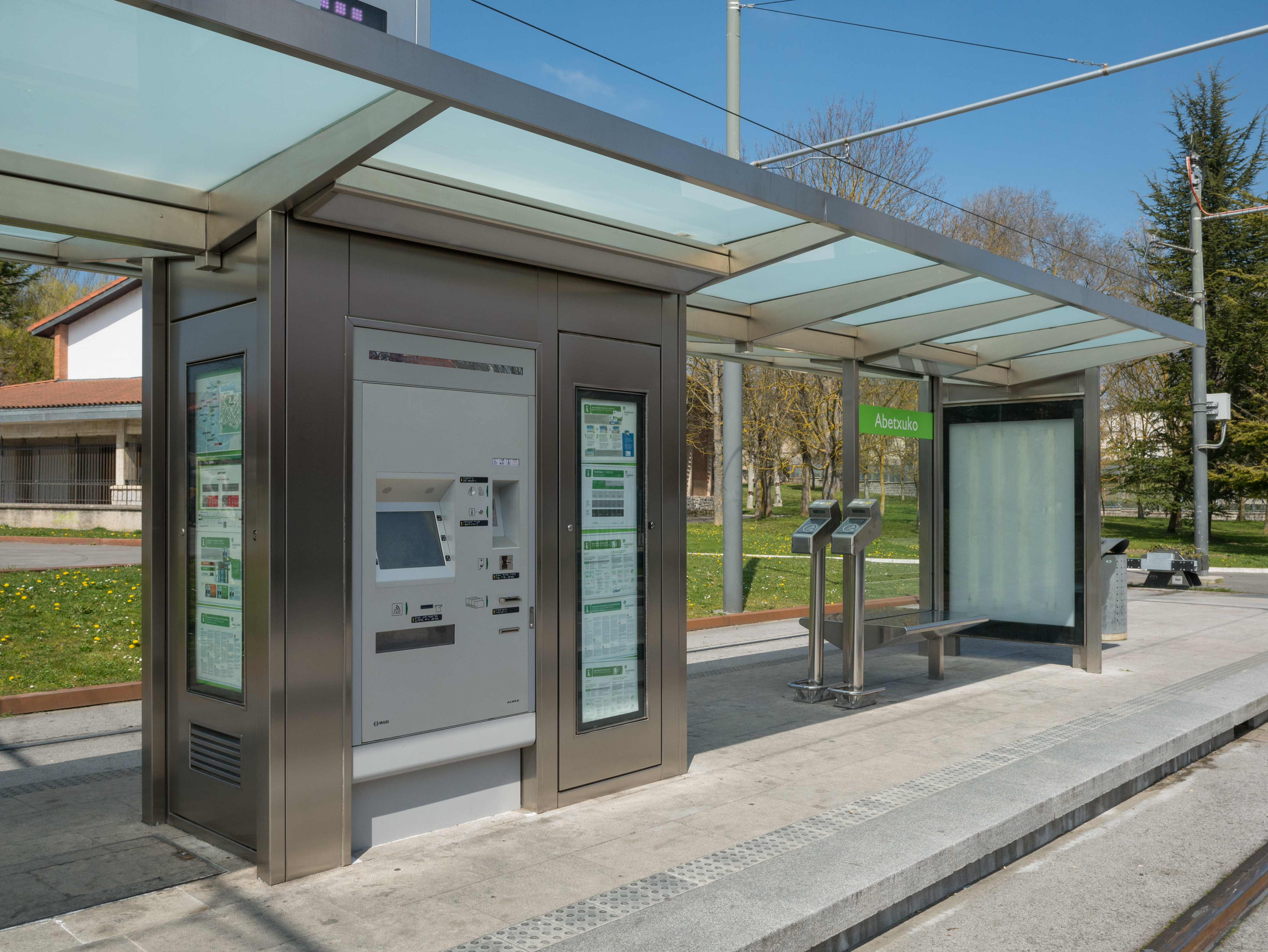
Parada de Abetxuko y expendedora de billetes

Pese a ser un transporte metropolitano, y para algunos vecinos del norte de la ciudad el único al que podrán tener acceso (desaparecerán varias líneas de autobuses), el billete del tranvía tendrá precios más altos que los del autobús urbano.
- Billete Ida/1 viaje: 1,45 €.
- Billete Día: 5 €. Permite realizar viajes ilimitados durante el día natural de adquisición del billete, hasta el último servicio.
- Tarjeta BAT recargable (mínimo 5 €): 0,69 € por viaje.
- Tarjeta BAT Berezi (para mayores de 65 años o con discapacidad mayor o igual al 65 %, incapacidad permanente o absoluta o gran invalidez y con un salario igual o menor a 2,5 veces el IPREM): 0,26 €
- Tarjeta BAT 30-D (bono mensual tranvía-bus): 29 €.

Las tarifas para familia numerosa 20 son:
- Billete Ida/1 viaje: 1 €
- Billete Día: 3,05 €
- Tarjeta BAT recargable (mínimo 5 €): 0,53 €
- Tarjeta BAT Berezi (para mayores de 65 años o con discapacidad mayor o igual al 65%, incapacidad permanente o absoluta o gran invalidez y con un salario igual o menor a 2,5 veces el IPREM): 0.20 €
- Tarjeta BAT 30-D (bono mensual tranvía-bus): 23,20 €

Las tarifas para familia numerosa 50 son:
- Billete Ida/1 viaje: 0,65 €
- Billete Día: 1,90 €
- Tarjeta BAT recargable (mínimo 5 €): 0,33 €
- Tarjeta BAT Berezi (para mayores de 65 años o con discapacidad mayor o igual al 65 %, incapacidad permanente o absoluta o gran invalidez y con un salario igual o menor a 2,5 veces el IPREM): 0,13 €
- Tarjeta BAT 30-D (bono mensual tranvía-bus): 14,50 €

### Estadísticas de viajeros
| Viajeros |           |                |
| Año      | Viajeros  | Diferencia (%) |
| 2008     | 111 180   | Sin cambios    |
| 2009     | 4 689 282 | Sin cambios    |
| 2010     | 6 977 841 | 48,80%         |
| 2011     | 7 425 646 | 6,42%          |
| 2012     | 7 275 965 | -2,02%         |
| 2013     | 7 279 226 | 0,04%          |
| 2014     | 7 296 725 | 0,24%          |
| 2015     | 7 699 814 | 5,52%          |
| 2016     | 7 723 445 | 0,31%          |
| 2017     | 8 137 654 | 5,36%          |
| 2018     | 8 304 395 | 2,05%          |
| 2019     | 8 338 025 | 0,40%          |
| 2020     | 4 351 852 | -47,81%        |
| 2021     | 5 700 071 | 30,98%         |
| 2022     | 6 632 134 | 16,35%         |

Desde que se inauguró el tranvía el 23 de diciembre de 2008 hasta fin de año se registraron 111 180 viajeros, siendo el servicio gratuito hasta el 9 de enero de 2009.[cita requerida]
El número de viajeros aumentó en 2009 y 2010 (a mediados de 2009 se puso en servicio la línea de Abetxuko), finalizando este último año con casi 7 millones de viajeros.
En 2011 se superaron por primera vez los 7 millones de viajeros. En los años siguientes las cifras se mantuvieron ligeramente por encima de los 7 millones (a pesar de la apertura de dos paradas más en Abechuco.
En 2015 el número de viajes volvió a aumentar, situándose cerca de los 7,7 millones.  En 2017 se superaron por primera vez los 8 millones de viajeros.
En 2019 se logró el máximo histórico, con 8.338.025 viajeros. En cambio, en 2020, debido a la crisis del Covid-19, el número de viajeros que utilizaron el sistema tranviario se redujo drásticamente hasta menos de 4,5 millones de viajes, es decir, casi la mitad que el año anterior. Desde entonces el número de viajes ha aumentado notablemente hasta niveles cercanos a los años previos a la pandemia, logrando 6,63 millones de viajes en 2022.

### Horarios
El tranvía funciona con una frecuencia de 15 minutos en los ramales Ibaiondo y Abetxuko y cada 7,5 minutos en el ramal común (Angulema).
El primer tren desde Ibaiondo dirección Angulema sale a las 6:00h. Desde Abetxuko hasta Angulema a las 6:07h. En dirección Angulema-Ibaiondo el primer tranvía sale a las 6:31h y Angulema-Abetxuko a las 6:23h. Los últimos horarios del tranvía son: Ibaiondo-Angulema 22:45h, Angulema-Ibaiondo 23:11h, Abetxuko-Angulema 22:35h y Angulema-Abetxuko 22:51h. No se descarta que en un futuro el tranvía funcione los fines de semana las 24 horas del día.

### Tiempos de viaje
Ramal Ibaiondo (dirección Honduras)
-Ibaiondo (1'), Landaberde (2'), Lakuabizkarra (1'), Wellington (2), Txagorritxu (1') y Euskal Herria (2', (Hacia Honduras))
Ramal Abetxuko (dirección Honduras)
-Abetxuko (1'), Kristo (2'), Kañabenta (2'), Artapadura (1'), Arriaga (1'), Gernikako Arbola (2'), Portal de Foronda (1'), Intermodal (2', (hacia Honduras))
Tramo común (ramal Centro) (dirección Florida)
-Honduras (2'), Europa (1'), Sancho el Sabio (1'), Lovaina (2'), Parlamento (3') Angulema (1') y Florida (3' Hacia Hegoalde).
Ramal Sur (hacia unibertsitatea)
-Hegoalde (2') y Unibertsitatea.

## Galería

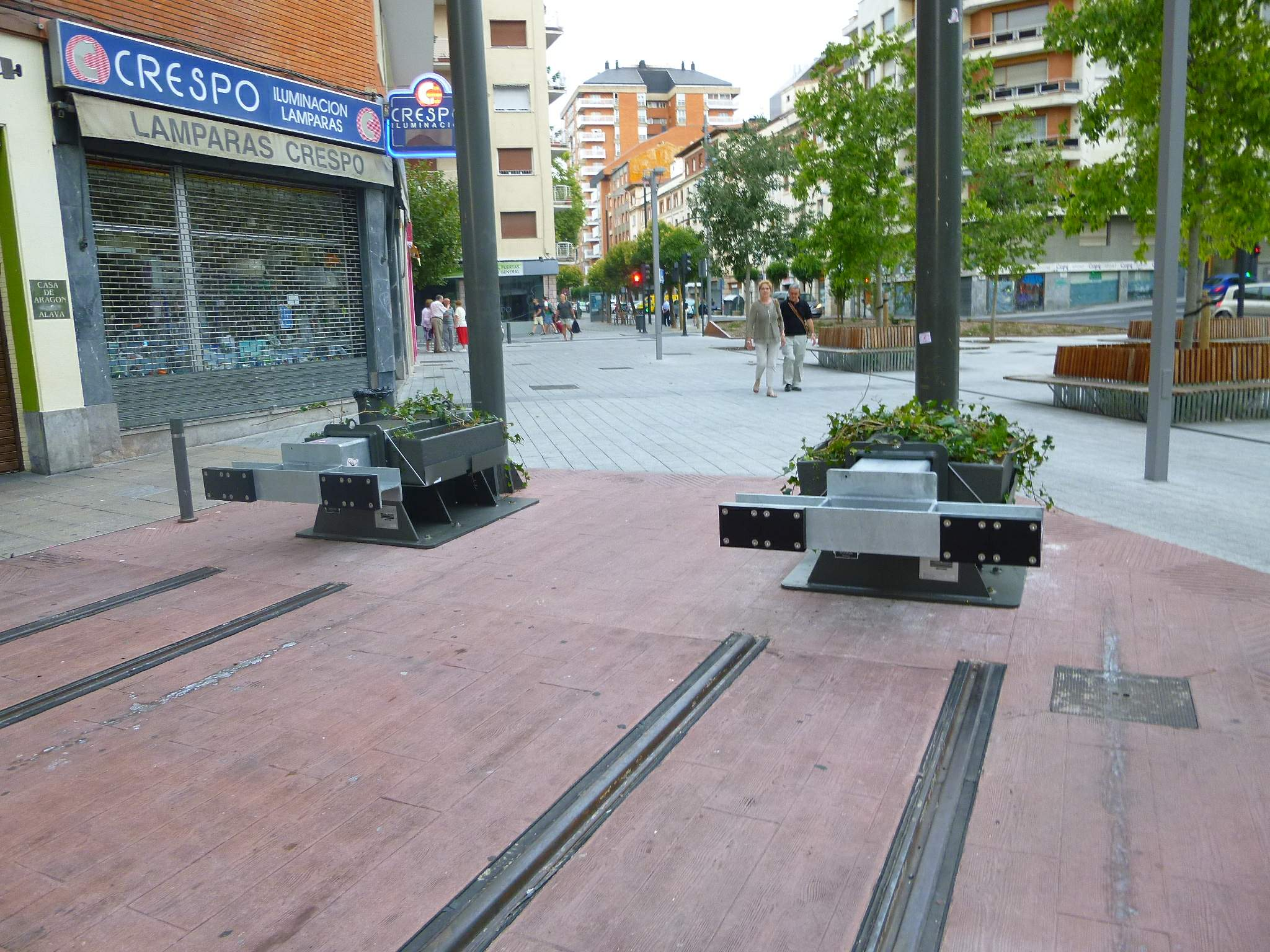
Final de línea (hasta 2020) en Angulema.
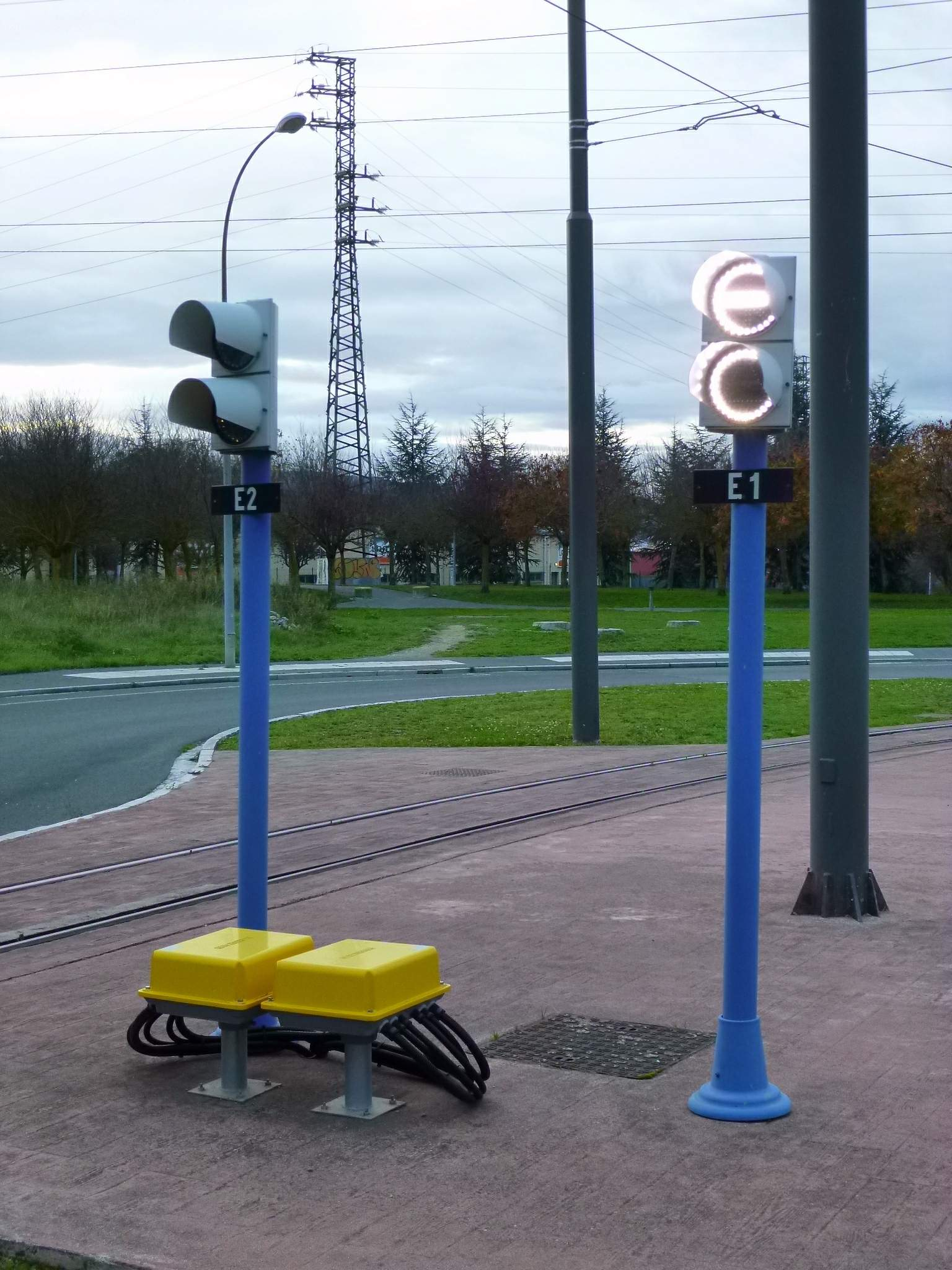
Final de línea en Ibaiondo.
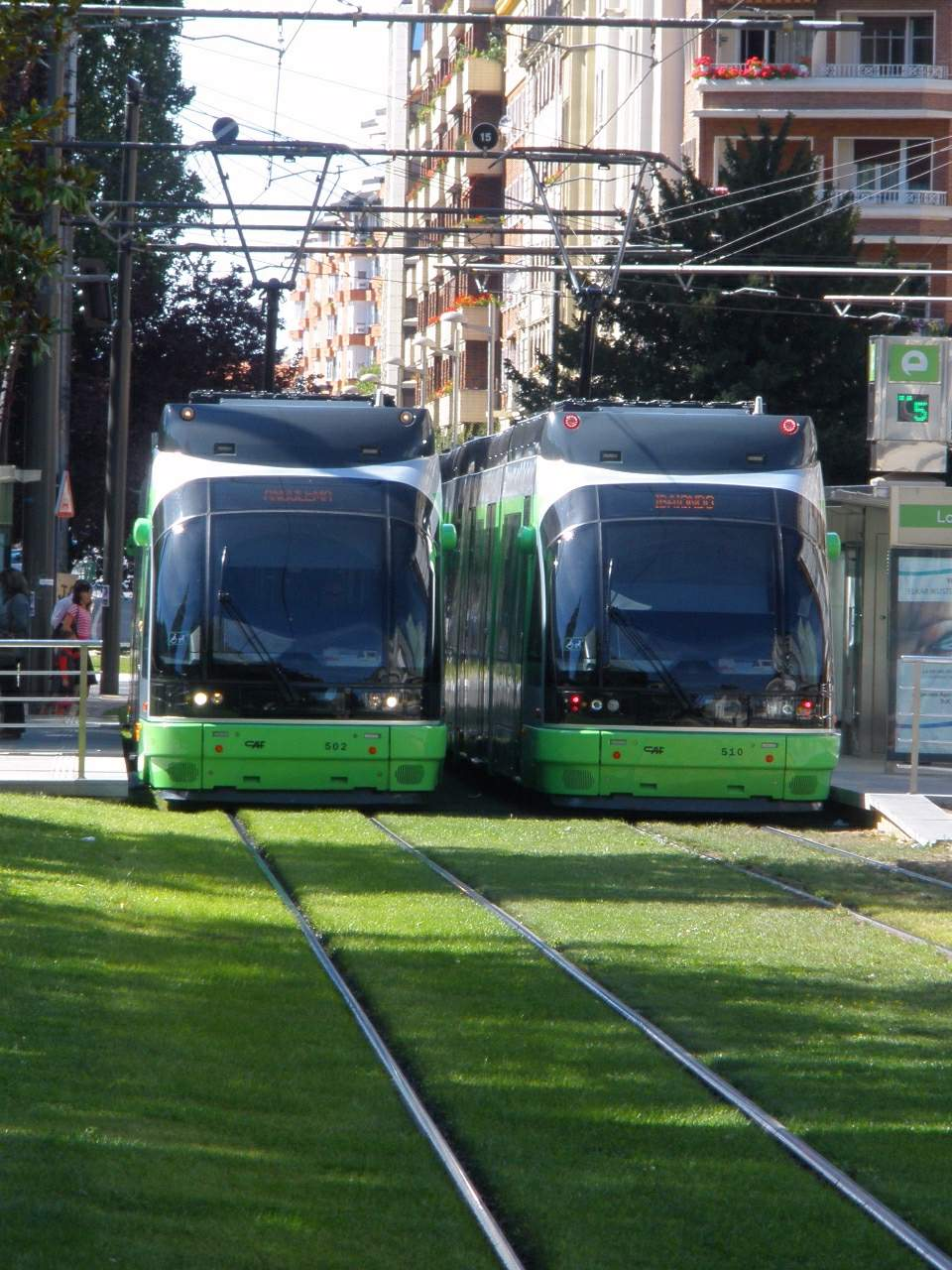
Dos unidades del tranvía cruzándose en direcciones opuestas en la calle Magdalena.
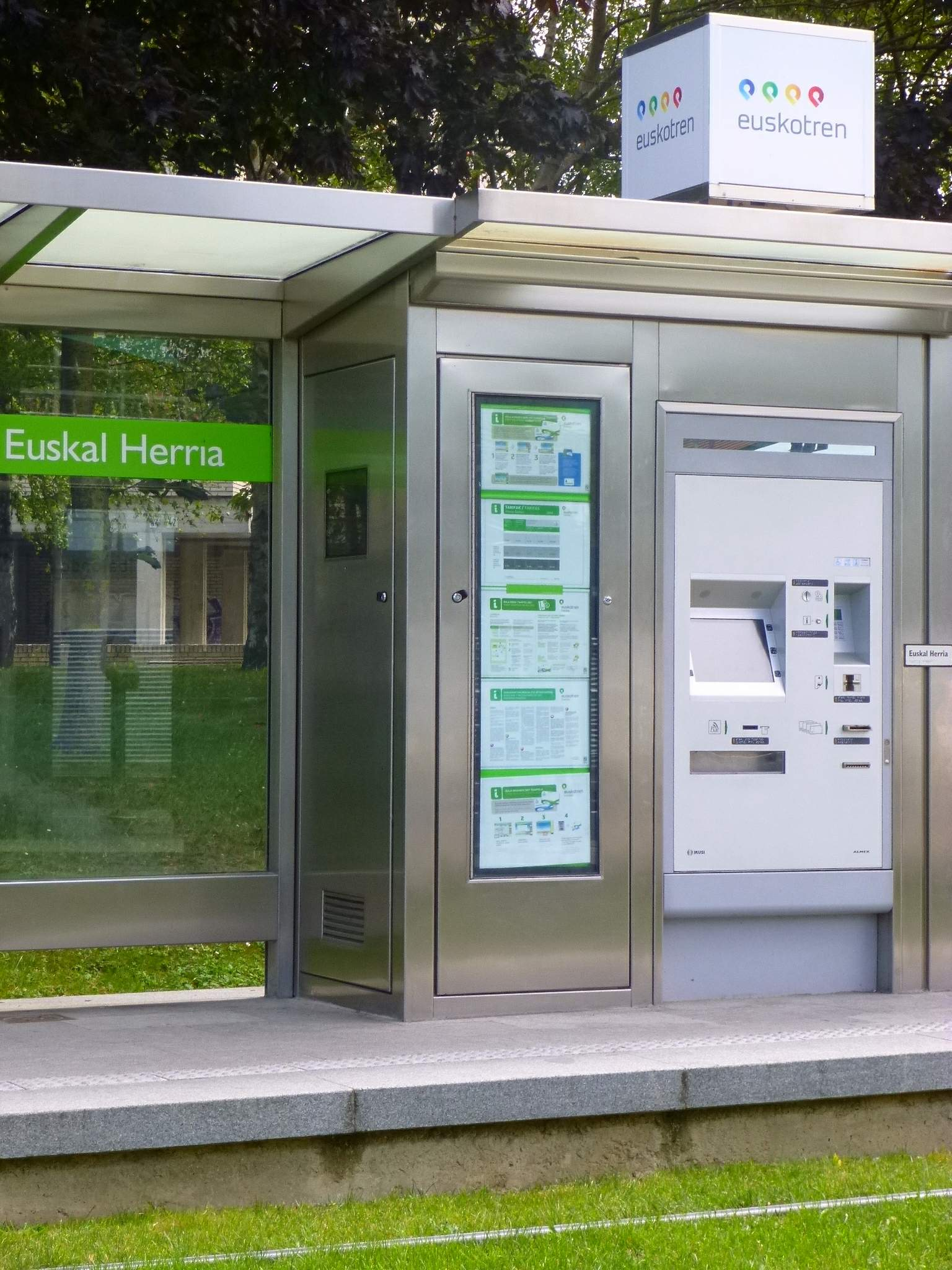
Parada del Tranvía en el Bulevard de Euskal Herria.
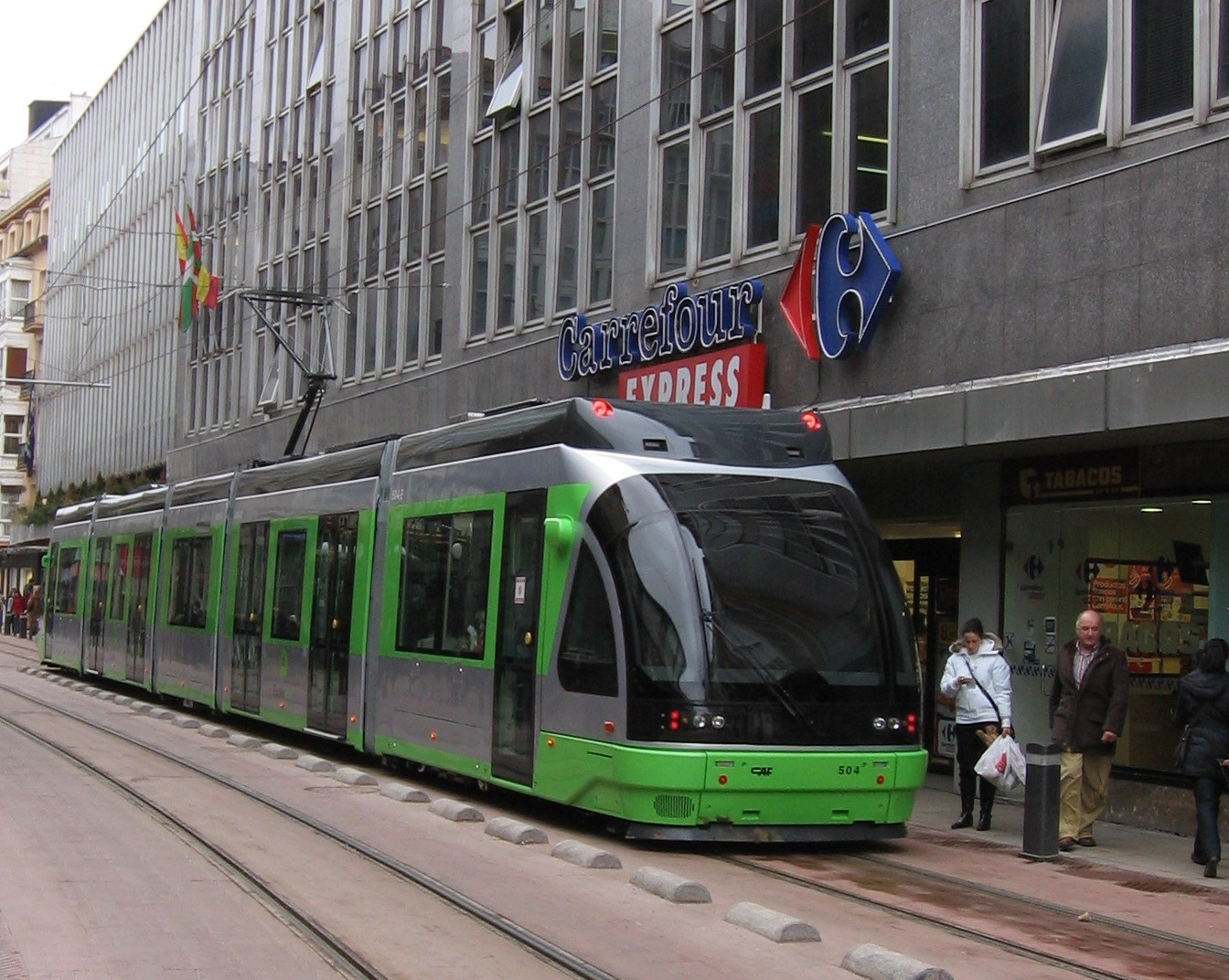
Unidad del tranvía en la calle General Álava.